# 张裼
張禓（814年—877年），字公表，河間人，進士出身。
張禓父張君卿，於元和年間（806-820年）舉進士，詞學知名，歷官郡守。張禓於會昌四年（844年）王起下鄭言榜中進士，釋褐壽州防禦判官。同榜的還有趙嘏、項斯及馬戴等。
琮仍為布衣時得張禓禮待，張禓即使家貧，將剛得的五十匹絹全數贈送給于琮，並約定「他時出處窮達，交相恤也。」到了唐宣宗大中年間（847-860年），于琮成為翰林學士，登宰輔之後，召張禓為司勛員外郎、判度支。後又用張禓為翰林學士，轉郎中、知制誥，拜中書舍人、戶部侍郎、學士承旨。于琮可算是張禓的貴人。
咸通（860-874年）未年，于琮被駙馬韋保衡構陷，張裼受牽連坐貶封州司馬。咸通十四年（873年）韋保衡被誅，于琮才得雪。乾符三年（876年），張禓出為華州刺史。同年冬天，檢校吏部尚書、鄆州刺史、天平軍節度觀察等使。乾符四年（877年），卒於藩鎮，時年六十四。

## 子女
- 張文蔚，進士擢第，官至中書侍郎平章事。
- 張濟美，進士登第。
- 張貽憲，進士登第，官至戶部巡官、集賢校理。
- 张仁龟。

## 延伸阅读
[在维基数据编辑]
 《舊唐書·卷178》，出自刘昫《舊唐書》